# Théo Hernandez
Théo Bernard François Hernandez (phát âm tiếng Pháp: [teo ɛʁnɑ̃dɛz, - ɛʁnandɛs]; sinh ngày 6 tháng 10 năm 1997) là một cầu thủ bóng đá chuyên nghiệp người Pháp hiện đang thi đấu ở vị trí hậu vệ trái cho câu lạc bộ Saudi Pro League Al Hilal và đội tuyển bóng đá quốc gia Pháp. Được đánh giá là một trong những hậu vệ cánh xuất sắc nhất thế giới trong thế hệ của mình, anh nổi tiếng nhờ lối chơi giàu tốc độ, khả năng rê bóng xuất sắc và khả năng săn bàn tốt.
Anh là em trai của Lucas Hernandez, và cha của họ Jean-François Hernandez cũng là một cầu thủ bóng đá.

## Sự nghiệp cấp câu lạc bộ
Sinh ra ở Marseille, Hernandez gia nhập học viện của Atlético Madrid năm 2007, lúc 9 tuổi. Sau khi trải qua các cấp độ trẻ, anh đã được lên đội dự bị thi đấu tại giải hạng 4 (Tercera División) vào mùa hè 2015.
Ngày 3 tháng 2 năm 2016, Hernandez gia hạn hợp đồng. Hai ngày sau, anh được gọi vào thành phần dự bị đội một cho trận đấu tại La Liga với SD Eibar, nhưng không được sử dụng trong chiến thắng 3-1 trên sân nhà.
Ngày 4 tháng 8 năm 2016, Hernandez gia hạn hợp đồng đến năm 2021, ngay lập tức anh được cho câu lạc bộ Deportivo Alavés mượn trong 1 năm. Anh đã ra mắt chuyên nghiệp vào cuối tháng, trong trận hòa 0-0 trên sân nhà trước Sporting de Gijón.
Ngày 16 tháng 10 năm 2016, Hernandez đã phải nhận thẻ đỏ trực tiếp trong trận hòa 1-1 trên sân nhà trước Málaga CF sau một pha tắc bóng thô bạo với Ignacio Camacho. Anh đã ghi bàn thắng chuyên nghiệp đầu tiên vào ngày 7 tháng 5 sau đó, ghi bàn duy nhất trong trận đấu thành công của anh trên sân nhà trước Athletic Bilbao.
Hernandez đã giúp đội bóng xứ Basque tham dự trận chung kết Cúp Nhà vua Tây Ban Nha lần đầu tiên trong lịch sử 91 năm. Tại trận chung kết vào 27 tháng 5 năm 2017, anh đã ghi bàn gỡ hòa bằng một cú đá phạt trực tiếp trong trận thua 1-3 trước Barcelona.

### Real Madrid
Ngày 5 tháng 7 năm 2017, Hernandez đã ký hợp đồng 6 năm với Real Madrid sau khi họ đáp ứng điều khoản giải phóng hợp đồng trị giá 24 triệu EUR. Anh đá trận đầu cho Real Madrid vào ngày 16 tháng 8, thay thế Marco Asensio trong chiến thắng 2-0 trên sân nhà trước Barcelona tại Siêu cúp bóng đá Tây Ban Nha.
Hernandez thi đấu 3 trận tại Champions League mùa giải 2017-18, giúp câu lạc bộ giành được danh hiệu thứ ba liên tiếp và thứ 13 trong lịch sử. Ngày 10 tháng 8 năm 2018, anh được đem cho Real Sociedad mượn.

### Milan
Ngày 7 tháng 7 năm 2019, Hernandez gia nhập câu lạc bộ đang thi đấu tại Serie A, AC Milan theo một hợp đồng có trị giá tối đa 20 triệu EUR.
Hernandez có trận ra mắt chính thức vào ngày 21 tháng 9 năm 2019, chơi 18 phút trong trận thua 2–0 trước Inter Milan.Anh ghi bàn thắng đầu tiên cho Rossoneri vào ngày 5 tháng 10, giúp đội bóng giành chiến thắng 2-1 trước Genoa.Trong mùa giải đầu tiên của mình tại Milan, anh ấy đã ghi 7 bàn thắng trên mọi đấu trường và có 3 đường kiến tạo.
Vào ngày 6 tháng 1 năm 2022 trong trận đấu với Roma , anh lần đầu tiên đeo băng đội trưởng của đội bóng.Vào ngày 9 tháng 1, Hernández lập một cú đúp trong chiến thắng 3-0  trước Venezia, trở thành hậu vệ đầu tiên ghi ba cú đúp trong lịch sử Serie A của AC Milan.Vào ngày 11 tháng 2, Hernández gia hạn hợp đồng với Milan đến năm 2026

## Cuộc sống cá nhân
Cha của Hernandez, Jean-François, cũng là một cầu thủ bóng đá. Một trung vệ gốc Tây Ban Nha, ông cũng chơi cho Atlético Madrid; anh trai của Theo, Lucas Hernández đang thi đấu cho PSG, cũng là một hậu vệ, cũng trưởng thành tại Atlético Madrid.

## Thống kê sự nghiệp

### Câu lạc bộ
Tính tới ngày 6 tháng 1 năm 2025 
| Câu lạc bộ           | Mùa giải            | Giải đấu            | Giải đấu | Giải đấu | Cúp quốc gia | Cúp quốc gia | Châu lục | Châu lục | Khác | Khác | Tổng cộng | Tổng cộng |
| Câu lạc bộ           | Mùa giải            | Hạng đấu            | Trận     | Bàn      | Trận         | Bàn          | Trận     | Bàn      | Trận | Bàn  | Trận      | Bàn       |
| -------------------- | ------------------- | ------------------- | -------- | -------- | ------------ | ------------ | -------- | -------- | ---- | ---- | --------- | --------- |
| Atlético Madrid B    | 2015–16             | Tercera División    | 9        | 0        | —            | —            | —        | —        | 1    | 0    | 10        | 0         |
| Alavés (mượn)        | 2016–17             | La Liga             | 32       | 1        | 6            | 1            | —        | —        | —    | —    | 38        | 2         |
| Real Madrid          | 2017–18             | La Liga             | 13       | 0        | 6            | 0            | 3        | 0        | 1    | 0    | 23        | 0         |
| Real Sociedad (mượn) | 2018–19             | La Liga             | 24       | 1        | 4            | 0            | —        | —        | —    | —    | 28        | 1         |
| AC Milan             | 2019–20             | Serie A             | 33       | 6        | 3            | 1            | —        | —        | —    | —    | 36        | 7         |
| AC Milan             | 2020–21             | Serie A             | 33       | 7        | 2            | 0            | 10       | 1        | —    | —    | 45        | 8         |
| AC Milan             | 2021–22             | Serie A             | 32       | 5        | 4            | 0            | 5        | 0        | —    | —    | 41        | 5         |
| AC Milan             | 2022–23             | Serie A             | 32       | 4        | 1            | 0            | 11       | 0        | 1    | 0    | 45        | 4         |
| AC Milan             | 2023–24             | Serie A             | 32       | 5        | 2            | 0            | 12       | 0        | —    | —    | 46        | 5         |
| AC Milan             | 2024–25             | Serie A             | 14       | 2        | 0            | 0            | 5        | 0        | 2    | 1    | 21        | 3         |
| AC Milan             | Tổng cộng           | Tổng cộng           | 176      | 29       | 12           | 1            | 43       | 1        | 3    | 1    | 234       | 32        |
| Tổng cộng sự nghiệp  | Tổng cộng sự nghiệp | Tổng cộng sự nghiệp | 254      | 31       | 28           | 2            | 46       | 1        | 5    | 1    | 333       | 35        |

1. ↑  Bao gồm Copa del Rey, Coppa Italia
2. ↑  Ra sân tại Tercera División play-offs
3. 1 2 3 4  Số lần ra sân tại UEFA Champions League
4. ↑  Số lần ra sân tại Supercopa de España
5. ↑  Số lần ra sân tại UEFA Europa League
6. 1 2  Ra sân tại Supercoppa Italiana
7. ↑  Sáu lần ra sân tại UEFA Champions League, sáu lần ra sân tại UEFA Europa League

### Quốc tế
Tính đến ngày 18 tháng 11 năm 2024
| Đội tuyển quốc gia | Năm       | Trận | Bàn |
| ------------------ | --------- | ---- | --- |
| Pháp               | 2021      | 6    | 1   |
| Pháp               | 2022      | 7    | 1   |
| Pháp               | 2023      | 10   | 0   |
| Pháp               | 2024      | 13   | 0   |
| Tổng cộng          | Tổng cộng | 36   | 2   |

Bàn thắng và kết quả của Pháp được để trước.
| # | Ngày                 | Địa điểm                          | Số trận | Đối thủ | Bàn thắng | Kết quả | Giải đấu                    |
| - | -------------------- | --------------------------------- | ------- | ------- | --------- | ------- | --------------------------- |
| 1 | 7 tháng 10 năm 2021  | Sân vận động Juventus, Torino, Ý  | 2       | Bỉ      | 3–2       | 3–2     | UEFA Nations League 2020–21 |
| 2 | 14 tháng 12 năm 2021 | Sân vận động Al Bayt, Doha, Qatar | 12      | Maroc   | 1–0       | 2–0     | FIFA World Cup 2022         |

## Danh hiệu

### Câu lạc bộ

#### Real Madrid
- Supercopa de España: 2017 [17]
- UEFA Champions League: 2017–18 [19]
- UEFA Super Cup: 2017 [30]
- FIFA Club World Cup: 2017 [31]

#### AC Milan
- Serie A: 2021–22
- Supercoppa Italiana: 2024

### Quốc tế
- UEFA Nations League: 2020–21
- FIFA World Cup: á quân 2022